# Rubídium-klorid
A rubídium-klorid egy kémiai vegyület, képlete RbCl. Az RbCl egy alkálifém-halogenid rendkívül sok különböző módon hasznosítják az elektrokémián át a molekuláris biológiáig. A kereskedelemben por alakban kapható.

## Tulajdonságai
| A rubídium-klorid oldhatósága különböző alkoholokban (g/l 25 °C-on) |       |
| Metanol                                                             | 14,1  |
| Etanol                                                              | 0,78  |
| 1-propanol                                                          | 0,15  |
| 1-pentanol                                                          | 0,025 |

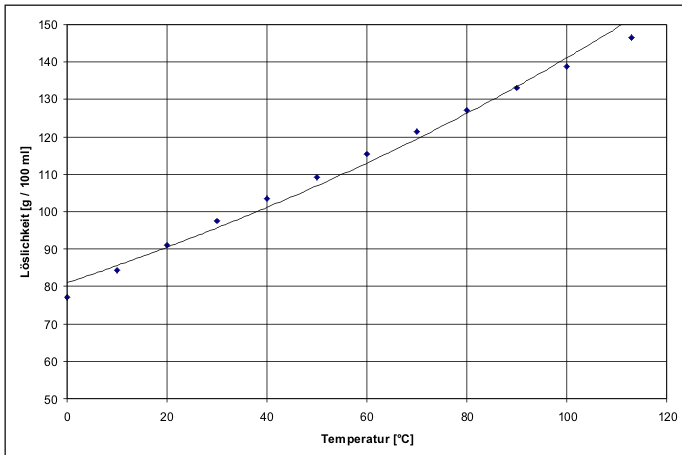
A rubídium-klorid vízben való oldhatósága a hőmérséklettől függően

A rubídium-klorid higroszkópos vegyület. Olvadáspontja 718 °C. Vízben való oldhatósága csökken a hőmérséklet növekedésével. Oldhatósága acetonban 0,0021 g/kg 18 °C. 37 °C-on 0,0024 g/kg.
Standart entalpia ΔfH0298 = −430,86 kJ·mol−1, szabad szabványos entalpiája ΔG0298 = −405,3 kJ·mol−1.

## Szerkezete
Gázfázisban az RbCl-ben az ionok közti távolság 2.7868 Å. Szilárdan a kötéstávolság 3.285 Å. A szilárd RbCl-ben az ionok koordinációs száma nagyobb, mint gázként.
A nyomástól és a hőmérséklettől függően a rubídium-kloridnak három különböző kristályszerkezete van.

## Nátrium-klorid (oktaéderes 6:6)
A NaCl kristályrács a leggyakoribb. Rácsenergiája 3,2 kJ / mol. Ionok koordinációs száma 6. Köbös kristályszerkezetű. Benne a rubídium kationok és a klorid anionok kocka alakú kristályrácsot alkotnak.
Törésmutatója nD = 1.4936. Kristályrácsának méretei a = 658,1 pm.

## Cézium-klorid (köbös 8:8)
Magas hőmérsékleten és nyomáson a rubídium-kloridnak (a NaCl és a KCl-hez hasonlóan) cézium-klorid kristályrácsa lesz. A kloridionok egy kockát alkotnak a kloridionokat veszik körül a rubídium kationok. Ez a rubídium-kloridnak a legsűrűbb módosulata. A kockának nyolc csúcsa van, az ionok koordinációs száma is nyolc. Ez az RbCl-nek a legmagasabb koordinációs számú módosulata. Mivel az ionok sugara ennél a módosulatnál a legnagyobb, emiatt ebben a módosulatban a legnagyobb az ionok közti távolság.

## Szfalerit (tetraéderes 4:4)
A szfalerit módosulat rendkívül ritka, emiatt kevéssé ismert. Rácsenergiája az előrejelzések szerint körülbelül 40.0 kJ/mol.

## Szintézise
Leggyakrabban rubídium-hidroxid és sósav reakciójával állítják elő:
RbOH(aq) + HCl(aq) → RbCl(aq) + H2O(l)
A rubídium-klorid higroszkópos vegyület ezért nem szabad hogy érintkezzen a légköri nedvességgel.
Emiatt általában exikkátorokban tárolják kisebb mennyiségben és kereskedelmi forgalomban ilyen formában kapható.

## Felhasználása
- Kiváló non-invazív biomarker, mert jól oldódik vízben, könnyen bekerül az élőlények testébe ott miután ionokra esett a Rb+ ion helyettesíti a kálium ionokat.[11][12] Mivel a rubídium a kálium alatt van a periódusos rendszerben. Radioaktív izotópjával ellenőrizni lehet a szívizom vérellátását.

- Ha a sejteket hipotóniás oldatba teszik és az oldathoz rubídium-kloridot adnak, akkor a fehérjék negatív töltésű DNS-hez kötődhetnek.[13]

- A rubídium-kloridot használják antidepresszánsként, dózistartomány 180-720 mg.[14][15][16] Növeli a dopamin és noadrenalin szintjét illetve stimuláló hatású. Emiatt anargiás illetve apatikus depressziósok használják.[14]

- Használják még fájdalomcsillapítóként és nyugtatóként.[17]

## Fordítás
Ez a szócikk részben vagy egészben  a   Rubidium chloride című angol Wikipédia-szócikk ezen változatának fordításán alapul.  Az eredeti cikk szerkesztőit annak laptörténete sorolja fel. Ez a jelzés csupán a megfogalmazás eredetét és a szerzői jogokat jelzi, nem szolgál a cikkben szereplő információk forrásmegjelöléseként.
Ez a szócikk részben vagy egészben  a   Rubidiumchlorid című német Wikipédia-szócikk fordításán alapul.  Az eredeti cikk szerkesztőit annak laptörténete sorolja fel. Ez a jelzés csupán a megfogalmazás eredetét és a szerzői jogokat jelzi, nem szolgál a cikkben szereplő információk forrásmegjelöléseként.